# Beverly Smith (Musikerin)
Beverly Dale Smith ist eine US-amerikanische Singer-Songwriterin und Old-Time-Musikerin (Fiddle, Banjo, Mandoline und Gitarre). Als Gitarristin und Sängerin gilt sie als eine der angesehensten zeitgenössischen Interpreten der Old-Time-Musik.
Smith gründete Ende der 1980er Jahre mit June Drucker, Rose Sinclair und Tara Nevins The Heartbeat Rhythm Quartet, mit dem drei Alben entstanden. Mit Bruce Molsky und Rafe Stefanini trat sie in der Gruppe Big Hoedown (Album 1997) auch in Europa auf. Weiterhin legte sie Aufnahmen früher Country-Duette mit Carl Jones (ab 2002), Alice Gerrard und John Grimm (The Sound of the Whip-poor-will, 2012) vor. Mit Stefanini, John Herrmann und Meredith McIntosh bildete sie The Rockingham und mit Kellie Allen und Pete Peterson das Smith Allen Peterson Power-House Old-Time Trio. Als Gitarristin begleitete sie neben den Fiddlern Stefanini und Molsky auch Tara Nevins und Matt Brown, als Sängerin trat sie u. a. mit Mick Moloney, John Doyle und Laurie Lewis auf. Aufnahmen entstanden auch mit Musikern  wie Rose Sinclair, Rafe Stefanini, Paul Brown, Laurie Lewis, Art Rosenbaum, Jason Cade und Rob McMaken.
Smith unternahm Konzerttourneen durch die USA und Großbritannien und trat wiederholt bei Folkfestivals in ganz Europa, Kanada und den USA auf. Als Gitarristin wurde sie in der Ausgabe Oktober 2000 des Acoustic Guitar Magazine porträtiert.
Sie unterrichtete auch Gitarre, Fiddle, Gesang und Tanz bei Veranstaltungen wie der Ashokan Southern Week, der Augusta Heritage, der Blue Ridge Old-Time Music Week, dem Festival of American Fiddle Tunes und der La Fuente del Musica in Spanien.